# 静岡県道・神奈川県道78号御殿場大井線
静岡県道・神奈川県道78号御殿場大井線（しずおかけんどう・かながわけんどう 78ごう ごてんばおおいせん）は静岡県御殿場市から神奈川県足柄上郡大井町へ至る県道（主要地方道）である。

## 概要
この路線は、足柄峠を越える東海道の旧街道であり、足柄街道や矢倉沢往還の別名がある。県境付近は一部がすれ違いが困難なほど狭くなっている。酒匂川（鮎沢川）沿いに御殿場線や国道246号が開通したため、この道の重要性は低下した。
ただし、東名高速道路大井松田ICに直結していることから、大井町から開成町・南足柄市関本付近までは交通量が多い。
南足柄市竹松には、道の駅足柄・金太郎のふるさとが、2020年（令和2年）6月26日に開業した。

### 路線データ
- 起点 : 静岡県御殿場市二枚橋（市役所北交差点、国道138号・静岡県道394号沼津小山線交点）
- 終点 : 神奈川県足柄上郡大井町金子（大井町インター前交差点、国道255号交点）
- 路線延長 : 16.658 km

## 歴史
- 1993年（平成5年）5月11日 - 建設省から、県道関本御殿場線・県道小田原山北線の一部・県道大井開成関本線が御殿場大井線として主要地方道に指定される[2]。
- 1994年（平成6年）4月1日、認定[1]。

## 路線状況

### 通称
- 足柄街道
- 矢倉沢往還

### 重複区間
- 静岡県道394号沼津小山線（静岡県御殿場市二枚橋・市役所北交差点 - 御殿場市御殿場・杉原交差点）
- 神奈川県道74号小田原山北線（神奈川県南足柄市関本・南足柄郵便局入口交差点 - 南足柄市関本・竜福寺交差点）
- 神奈川県道720号怒田開成小田原線（神奈川県足柄上郡開成町牛島・牛島交差点 - 足柄上郡開成町吉田島・吉田島交差点）
- 神奈川県道711号小田原松田線（神奈川県足柄上郡大井町金手・足柄大橋東交差点 - 足柄上郡大井町金手・松田入口交差点）

### 道路施設

#### トンネル
- 神奈川県
  - 下原隧道：延長296 m、1971年（昭和46年）竣工[3]、南足柄市
  - 地蔵堂トンネル：延長166 m、2000年（平成12年）竣工、南足柄市

### 交通量
平成22年度道路交通センサスより24時間交通量
| 地点               | 台数   |
| ------------------ | ------ |
| 南足柄市雨坪       | 06,015 |
| 足柄上郡開成町宮台 | 18,171 |
| 足柄上郡大井町金手 | 20,592 |

## 地理

### 通過する自治体

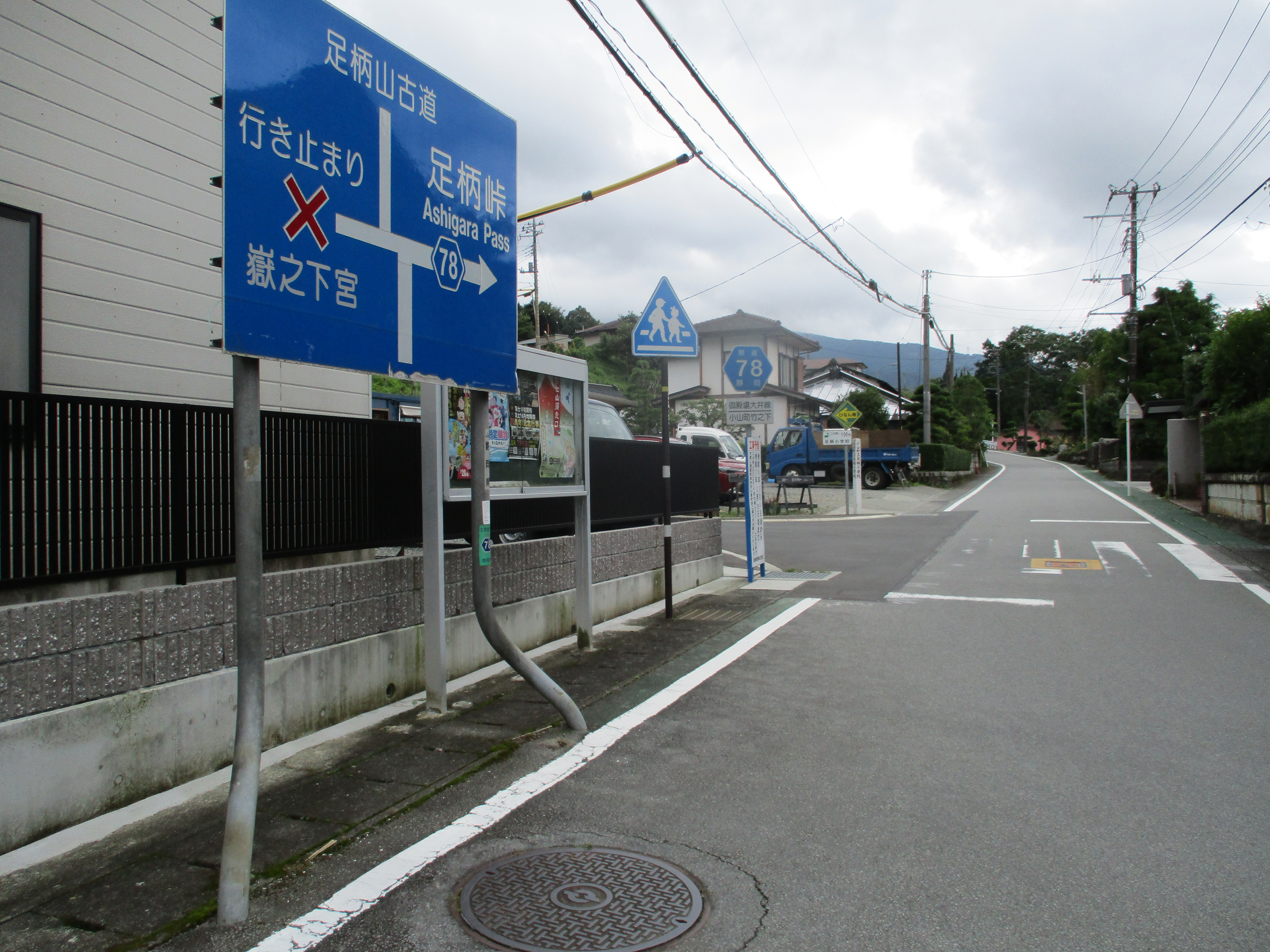
駿東郡小山町にて2024年7月撮影

- 静岡県
  - 御殿場市
  - 駿東郡小山町
- 神奈川県
  - 南足柄市
  - 足柄上郡開成町
  - 足柄上郡大井町

### 交差する道路
- 国道138号・静岡県道394号沼津小山線（御殿場市二枚橋・市役所北交差点、起点）
- 静岡県道394号沼津小山線（御殿場市御殿場・杉原交差点）
- 静岡県道149号竹之下小山線・静岡県道150号足柄停車場富士公園線（駿東郡小山町竹之下・足柄駅入口交差点）
- 静岡県道365号足柄峠線（小山町竹之下）
- 神奈川県道731号矢倉沢仙石原線（足柄峠付近（現道）および南足柄市矢倉沢（新道「はこね金太郎ライン」））
- 神奈川県道726号矢倉沢山北線（南足柄市矢倉沢）
- 神奈川県道74号小田原山北線（南足柄市関本・南足柄郵便局入口交差点）
- 神奈川県道74号小田原山北線（南足柄市関本・竜福寺交差点）
- 神奈川県道720号怒田開成小田原線（足柄上郡開成町牛島・牛島交差点）
- 神奈川県道720号怒田開成小田原線（足柄上郡開成町吉田島・吉田島交差点）
- 神奈川県道711号小田原松田線（足柄上郡大井町金手・足柄大橋東交差点）
- 神奈川県道711号小田原松田線（足柄上郡大井町金手・松田入口交差点）
- 東名高速道路大井松田IC 出口（足柄上郡大井町金子）
- 国道255号（足柄上郡大井町金子・大井町インター前交差点、終点）

### 峠
- 静岡県
  - 足柄峠（駿東郡小山町 - 神奈川県南足柄市）